# Apofis (mitología)
Apofis, o Apep, representaba en la mitología egipcia a las fuerzas maléficas que habitan el Duat y a las tinieblas. Apofis era la encarnación del caos así como de la insurrección armada. Era llamada despectivamente Nepai «El que es como una tripa intestinal» o «intestino delgado».

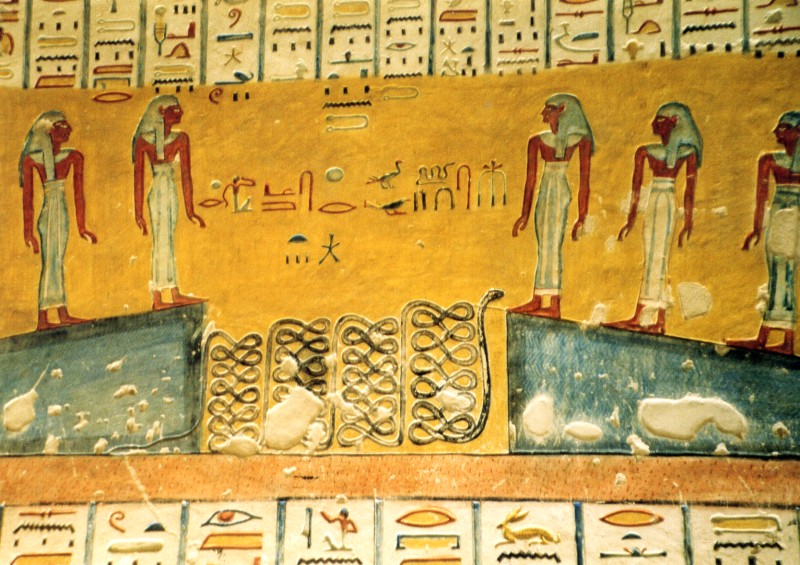
Apofis en la Duat.

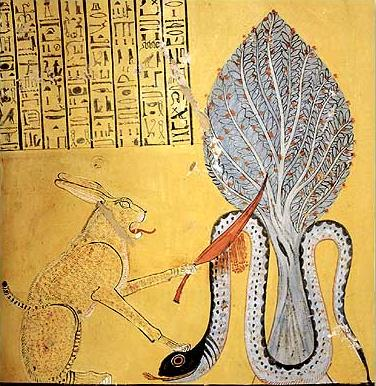
El dios del sol Ra, en forma de Miuty, el «Gran Gato de Heliópolis», hiriendo a la serpiente Apep.

## Etimología
Del griego antiguo Ἄποφις (Ápophis) tomado del egipcio ꜣpp modificado después como ὄφις (óphis, “serpiente”).

## Mitología

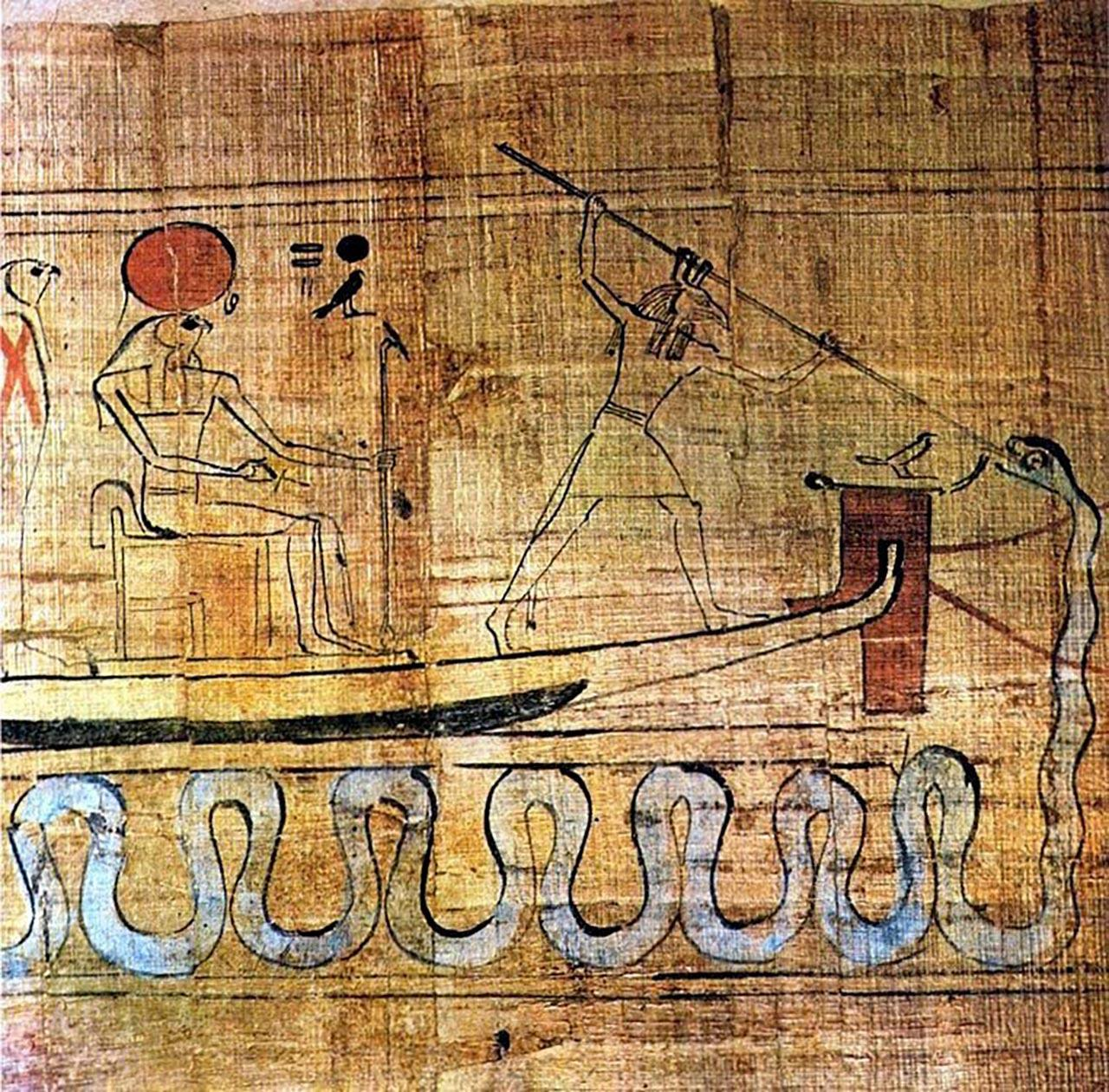
Seth defendiendo la barca solar de Apofis.

Es una serpiente gigantesca, inmortal y poderosa, cuya función consistía en interrumpir el recorrido nocturno de la barca solar conducida por Ra y defendida por Seth, para evitar que consiguiera alcanzar el nuevo día. Para ello empleaba varios métodos: atacaba la barca directamente o culebreaba para provocar bancos de arena donde el navío encallara. Todo ello tenía solo una finalidad: romper la Maat, el «orden cósmico».
Apofis representa el mal, con el que había que luchar para contenerlo; sin embargo, nunca sería aniquilada, solo era dañada o sometida, ya que de otro modo el ciclo solar no podría llevarse a cabo diariamente y el mundo perecería. Para los antiguos egipcios era necesario que existiese el concepto del mal para que el bien fuera posible.
Los egipcios creían que, cuando el cielo se teñía de rojo, era a causa de las heridas provocadas a Apofis. También, interpretaron que los eclipses eran obra suya, en la lucha en la Duat.

## Veneración a las serpientes
Todas las serpientes eran sagradas y la reencarnación de Apofis, excepto la cobra, que representaba al Sol. En Egipto la cobra (uraeus) era un símbolo de resurrección, siendo el animal protector de los faraones, y en la ciudad de Buto eran veneradas por su carácter benéfico.

## Nombres teóforos
Portaron su nombre varios faraones hicsos de la dinastía XV, como Apofis I y Apofis II.
|  |

|  |

|  |

|  |

|  |

|  |

|  |

|  |